# Westbalkan

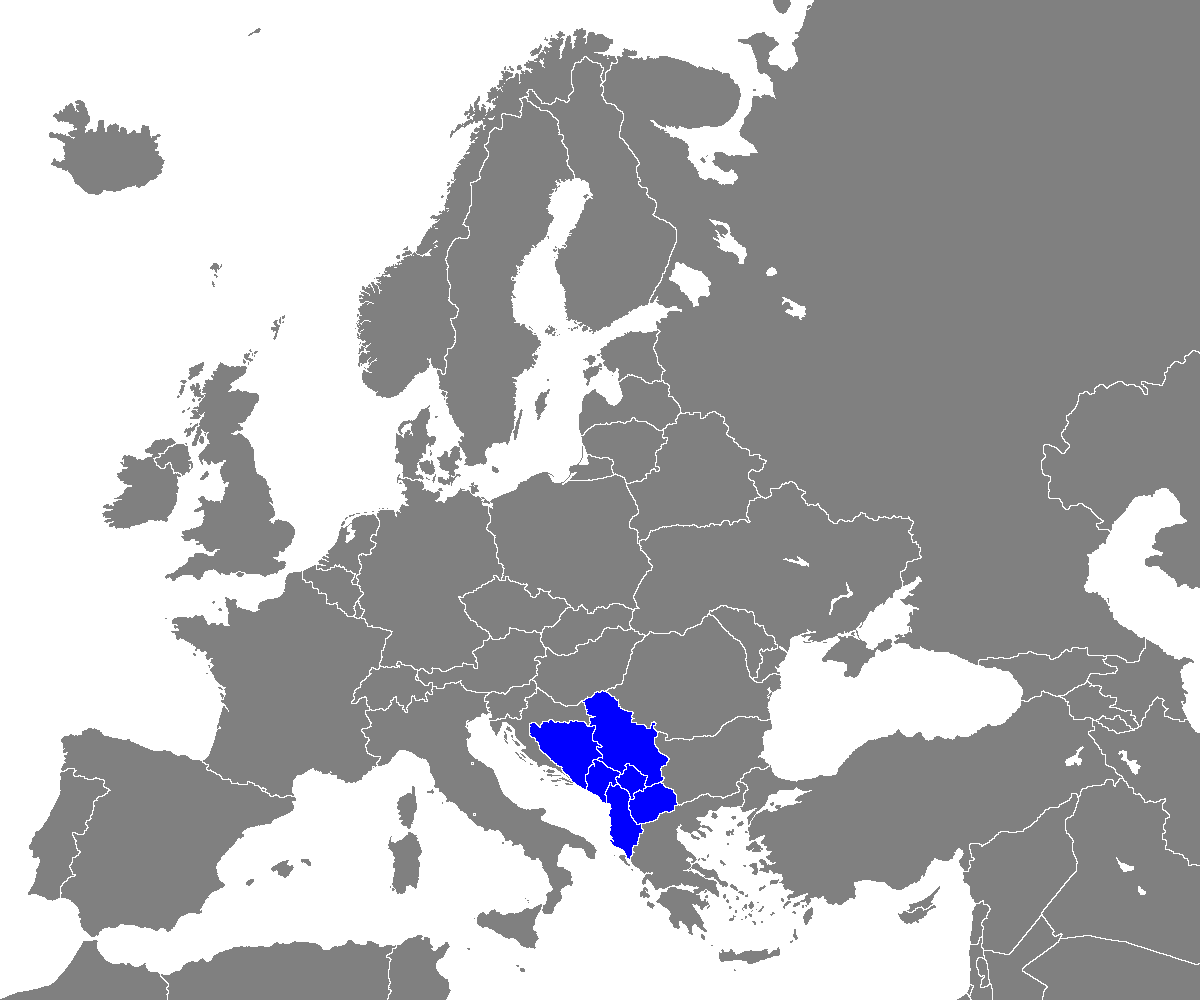
Die „westbalkanischen“
Staaten von Nord nach Süd:

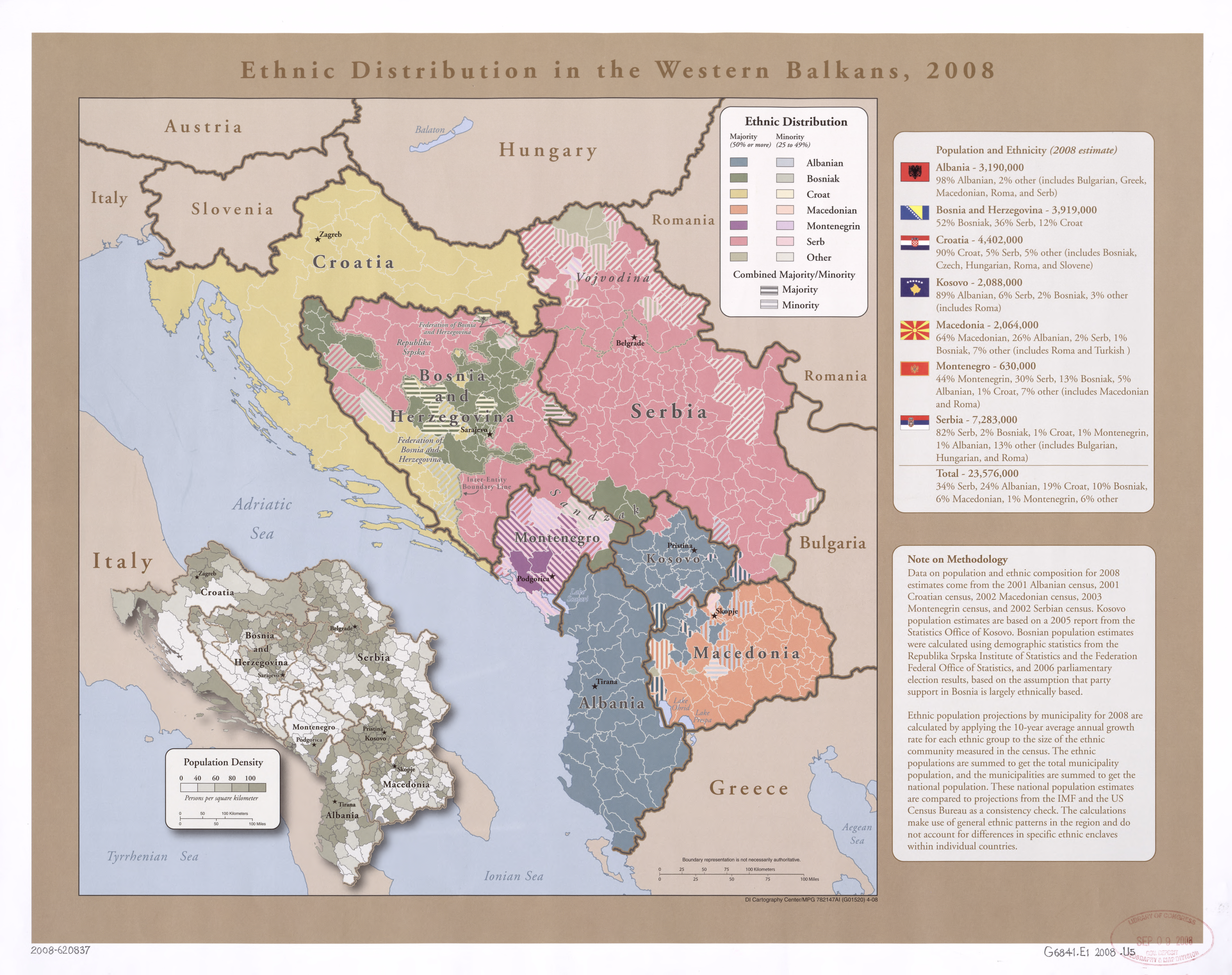
Ethnische Gruppen auf dem Westbalkan (2008, englische Karte). Zu dieser Zeit wurde Kroatien noch zum Westbalkan gezählt.

Westbalkan (serbokroatisch: Zapadni Balkan/Западни Балкан, albanisch: Ballkani Perëndimor) ist ein politischer Sammelbegriff für fünf Nachfolgestaaten Jugoslawiens und Albanien. Jene Staaten, die der Europäischen Union beigetreten sind, also Slowenien (2004) und Kroatien (2013), werden heute im Allgemeinen nicht mehr zu diesem Begriff gezählt. Der Westbalkan wird teilweise als „Innenhof“ der Europäischen Union bezeichnet, weil er ausschließlich von EU-Staaten umgeben ist.
 Auf dem Westbalkan mit einer Fläche von 208.000 km² leben etwa 19 Millionen Menschen.

## Begriffsverwendung
Der Begriff wurde als Terminus technicus auf dem EU-Gipfel im Dezember 1998 in den Sprachgebrauch der Europäischen Union eingeführt. Er sollte diejenigen südosteuropäischen Staaten bezeichnen, die nach dem Beitritt Rumäniens und Bulgariens das nächste strategische Erweiterungsziel der EU darstellen. Er wird weiterhin primär von den Institutionen der EU und in der sozialwissenschaftlichen Forschung verwendet. Die EU wollte einen zusammenfassenden Begriff für diese Staaten schaffen, der kurz und prägnant sowie neutral ist.
Trotz dieser ursprünglichen Intention der EU gibt es Ressentiments gegen diesen Begriff, die in den teilweise negativen Konnotationen des Teilbegriffs Balkan begründet sind.
Kritik am Begriff „Westbalkan“ entzündet sich in erster Linie am Teilwort „Balkan“. Obwohl es ursprünglich ein neutraler geographischer Begriff war, der das Balkangebirge bzw. die Balkanhalbinsel bezeichnete, ist der Begriff heute historisch vorbelastet. Schon Bismarck wird der Spruch nachgesagt, der Balkan sei nicht die Knochen eines einzigen pommerschen Grenadiers wert. Viele verbinden mit dem Balkan-Begriff politische Instabilität, Kleinstaaterei, wirtschaftliche Rückständigkeit u. ä. Diese Sichtweise ist vor allem in Mittel- und Westeuropa verbreitet. Beispielsweise ist für Kroatien die Zuordnung zu Mitteleuropa ein Mittel der Abgrenzung von der Krisenregion Balkan.
In einigen Staaten der Balkanhalbinsel ist der Begriff „Balkan“ hingegen überwiegend positiv besetzt. Dies ist vor allem in Bulgarien der Fall, auf dessen Staatsgebiet das Balkangebirge zu 95 % verläuft. Die negativen Konnotationen des Balkan-Begriffs sind den Bulgaren zwar durchaus bewusst, aber sie empfinden sie als auswärtige Sichtweise, die mit Vorurteilen behaftet ist. Für die Bulgaren ist der Balkan Teil der nationalen Identität, trotz der überwiegend europäischen Ausrichtung der dortigen Bevölkerung.

## Staaten des Westbalkans und Kennzahlen
Der politische Begriff „Westbalkan“ umfasst jene Staaten auf der Balkanhalbinsel, die noch keine EU-Mitglieder sind, also das ehemalige Jugoslawien mit Ausnahme Sloweniens und Kroatiens sowie Albanien. Diese sechs Staaten werden im Allgemeinen (zusammen mit anderen, also z. B. mit Rumänien, Bulgarien, Moldau und Griechenland) zu Südosteuropa gezählt. Der Begriff „Südosteuropa“ ist historisch weniger vorbelastet als ein Begriff, der das Wort „Balkan“ enthält, weswegen die oben genannten Staaten üblicherweise als „südosteuropäisch“ eingestuft werden.
Die Westbalkan-Gruppe wird nachfolgend mit einigen Daten aufgelistet:
| Mitgliedstaat           | BIP pro Kopf (2021) | Staatsschulden- quote (2019) | CO2-Emission pro Kopf (2020) | Index der menschlichen Entwicklung (2021) |
| ----------------------- | ------------------- | ---------------------------- | ---------------------------- | ----------------------------------------- |
| Albanien                | 6.373 $             | 68                           | 1,7 t                        | 0,796                                     |
| Bosnien und Herzegowina | 6.712 $             | 33                           | 6,7 t                        | 0,78                                      |
| Kosovo                  | 5.126 $             | 18                           | 5 t (2016)                   | keine Daten erhoben                       |
| Montenegro              | 9.433 $             | 79                           | 8,3 t (mit Serbien)          | 0,832                                     |
| Nordmazedonien          | 6.714 $             | 40                           | 3,7 t                        | 0,77                                      |
| Serbien                 | 9.178 $             | 53                           | 8,3 t (mit Serbien)          | 0,802                                     |

Die Außengrenze der Europäischen Union zur Westbalkan-Enklave beträgt (an Land) 2.819 km, etwa ein Fünftel der Gesamtaußengrenze, und die zweitlängste nach der Ostgrenze.

## Europapolitik
Der Westbalkan gilt seit dem Zerfall Jugoslawiens (1991) auch über die Zeit der folgenden Kriegshandlungen bis um 2000 als politisch instabil. Dazu zählen ungeklärte Aufarbeitungen der Staaten untereinander ebenso wie ungeklärte Fragen mit den Nachbarstaaten sowie eine insgesamt wirtschaftlich schlechte Lage und innerstaatliche Probleme wie Korruption oder Minderheitenfragen.
Trotz des prinzipiellen Willens der EU, auch diese „Lücke“ im Verbund Europas zu schließen, stehen noch viele offene Fragen aus.

### Bedeutung der europäischen Perspektive und transatlantischen Integration
Albanien und Kroatien sind seit April 2009 Mitglied der NATO, Montenegro seit Juni 2017 und Nordmazedonien seit März 2020. Bosnien und Herzegowina zählt zu den nächsten Beitrittskandidaten. Die europäische Perspektive für die Westbalkan-Staaten gilt auch als wichtigstes Kriterium für die Entwicklung der gesamten Region und somit für die Erhaltung des Friedens in Europa. Deswegen ist der Beitritt der betreffenden Staaten das nächste strategische Erweiterungsziel der EU, das beim europäischen Gipfel von Juni 2003 in Porto Carras bei Thessaloniki festgelegt wurde (siehe Versprechen von Thessaloniki).
Bisher ist nur die Republik Kroatien Mitglied der Europäischen Union. Albanien, Bosnien und Herzegowina (noch ohne Verhandlungen), Serbien, Nordmazedonien und Montenegro besitzen einen Beitrittskandidatenstatus.
Der Kosovo hat sich um die Mitgliedschaft beworben.
Im Vorfeld wurde von allen Westbalkanstaaten ein Stabilisierungs- und Assoziierungsabkommen (SAA) mit der EU unterzeichnet. Dieses Abkommen gilt als Vorstufe für einen Kandidatenstatus. Auch der Beitritt zum Mitteleuropäischen Freihandelsabkommen (CEFTA), das dem Abbau von Zöllen und Handelshemmnissen dient, gilt als vorbereitende Maßnahme für eine EU-Kandidatur. Derzeit (2022) gehören Moldawien und die Westbalkan-Staaten der CEFTA an.

### Visumpflicht bei Einreisen in Schengen-Staaten
Zum 19. Dezember 2009 wurde die Visumpflicht für Staatsangehörige Mazedoniens, Montenegros und Serbiens für Aufenthalte im Schengen-Raum von bis zu 90 Tagen im Halbjahr aufgehoben, sofern sie Inhaber eines biometrischen Passes sind. Zum 15. Dezember 2010 wurde die Visumpflicht entsprechend auch für Bürger aus Albanien sowie Bosnien und Herzegowina aufgehoben. Für Staatsangehörige ohne biometrischen Pass besteht diese Pflicht jedoch fort. Bürger des Kosovo unterlagen noch bis 2023 der Visumpflicht, auch wenn sie Inhaber eines serbischen Passes waren.

### Westbalkankonferenzen
Die Westbalkankonferenz ist eine 2013 begonnene Tagungsreihe, in der aktuelle Probleme der Beziehung der EU zu diesen Staaten und die EU-Beitrittsverhandlungen besprochen werden.

### Berliner Prozess
Im Jahr 2014 begann auf Initiative Deutschlands der Berliner Prozess, um eine engere Bindung der Region an die EU herbeizuführen. Die politische Lage in der Region gilt als instabil und von vielen geopolitischen Interessen geprägt.

### Flüchtlingsthematik
Im Rahmen der Flüchtlingskrise 2015 wurde die Westbalkanroute zum zentralen Problemfeld. Die Türkisch-Bulgarische Grenze war durch einen Grenzzaun gesichert worden und wurde streng kontrolliert, sodass die – ganz innerhalb der EU verlaufende – Ostbalkanroute der Migration weitgehend zum Erliegen kam. Die Griechisch-Mazedonische Grenze (wie die seinerzeitige Bezeichnung noch lautete) war hingegen für einige Zeit die Hauptmigrationsroute nach Zentraleuropa. Sie ist bis heute ein Problemfeld der EU-Flüchtlingspolitik, wenn auch in weit geringerem Umfang als 2015/16.